# Giulia Bresciani
Giulia Bresciani (Pietrasanta, 27 settembre 1992) è una pallavolista italiana, libero dell'Helvia Recina.

## Carriera
La carriera di Giulia Bresciani inizia nella stagione 2011-12 quando entra nel Casciavola, in Serie B1; milita nella stessa divisione anche nella stagione successiva, vestendo però la maglia del Neruda di Bronzolo. Nell'annata 2013-14 si accasa al Casarza Ligure, in Serie B2.
Per il campionato 2014-15 torna nuovamente al Neruda, in Serie A2, con cui vince la Coppa Italia di Serie A2 e ottiene la promozione in Serie A1. Tuttavia, nell'annata successiva, resta nella divisione cadetta giocando per la New Libertas di Aversa.
Nella stagione 2016-17 viene ingaggiata dal Chieri '76, in Serie A2: con la squadra piemontese ottiene la promozione in Serie A1 al termine del campionato seguente, grazie alla vittoria dei play-off promozione, ed esordisce nella massima divisione italiana nella stagione 2018-19 con lo stesso club.
Nell'annata 2019-20 torna a disputare il campionato cadetto, ingaggiata dall'Adolfo Consolini, mentre in quella successiva si trasferisce alla Megavolley, conquistando la promozione in Serie A1. Tuttavia nella stagione 2021-22 resta in Serie A2, firmando per l'Helvia Recina, ma nella stagione successiva è ancora nella massima divisione, accettando l'offerta dell'AGIL.
Per il campionato 2023-24 fa ritorno all'Helvia Recina, nuovamente in serie cadetta.

## Palmarès

### Club
- Coppa Italia di Serie A2: 1

2014-15